# Bægerblad
Bægerblad (botanisk latin, sepal) betegner mere eller mindre omdannede blade der omgiver kronen i Angiospermernes blomster. De kan være helt eller delvis sammenvoksede, og kaldes så blot bægeret, eller de kan være indbyrdes frie, og kaldes så bægerblade. Bægerblade er ofte grønlige og mindre iøjnefaldende end de ofte farvede kronblade. I mange blomster er funktionen at beskytte kronblade, støvdragere og frugtanlæg under udviklingen – altså mens blomsten er i knop.